# Тенчинські
Тенчинські гербу Топор (пол. Tęczyńscy) — польський шляхетський рід.

## Представники
- Навой з Моравиці (†1331) — краківський каштелян
  - Анджей з Тенчина (†1368) — краківський воєвода
    - Ян (†1405)
      - Анджей — підстолій краківський 1408 року, дружина — Анна з Горая[1]
        - Ян (†1470) — краківський воєвода, каштелян
          - Збіґнєв Тенчиньський (†1498) — староста львівський
            - Ян
              - Станіслав Ґабріель (†1561) — львівський каштелян,

            - Анджей (†1536) — Граф Священної Римської імперії з 1527 р.

          - Миколай (†1497) — воєвода белзький, руський
            - Ян (†1541) — воєвода белзький, руський, подільський
            - Станіслав (†1521/1527)

          - Ґабріель (†1497)
            - Ян (бл. 1485–1553) — староста белзький, люблінський, теребовлянський
              - Станіслав — львівський каштелян, краківський воєвода
                - Катажина — дружина князя Юрія Юрійовича Слуцького

            - Станіслав (бл.1484 †1550) — староста теребовлянський
            - Анджей (†1561) — староста снятинський, рогатинський
              - Ян (†1593) — староста рогатинський
              - Анджей (Єнджей) (†1588) — каштелян, воєвода краківський, дружина — Дембовська, воєводичка белзька
                - Ян Маґнус (†1637/38[2]) — воєвода краківський, староста плоцький, дружина Дорота Мінська
                - Ґабріель (†1617) — коронний мечник, любельський воєвода, перша дружина — княжна Варвара Збаразька, друга — донька Миколи Радзивілла «Сирітки»
                  - Зофія (†1654) — дружина Івана Миколи Даниловича

                - Анджей (†1613) — староста стрийський, городельський, дружина Лещинська, похований в костелі Сташові, який фундував[3]

        - Анджей (бл. 1411—1461) — надвірний маршалок, тенутарій кошицький, староста крашьніцький, рабштинський, хелмінський; протопласт роду Рабштинських.

    - Навой (†1394) — краківський канонік РКЦ, декан

  - Сонґнєв (†1373) — краківський канонік
  - Ян Овца з Ґур